# Adeimantos của Collytos
 Adeimantos của Collytos (tiếng Hy Lạp: Ἀδείμαντος; khoảng năm 432 TCN – 382 TCN), là một người Athens cổ đại và là con trai của Ariston xứ Athens, ông được biết đến chủ yếu với vai trò là người anh trai của Plato. Ông đóng một vai trò quan trọng trong tác phẩm Nền Cộng hòa của Plato và được đề cập tới trong các tác phẩm đối thoại Lời Biện giải và Parmenides.
Trong tác phẩm Nền Cộng Hòa, Adeimantos được chú ý vì sự quan tâm của ông dành cho giáo dục, mà vốn bày tỏ rõ ràng từ thời điểm ông vừa tham gia vào cuộc thảo luận. Ông cũng còn quan tâm tới sự hạnh phúc của những người phụ tá trong thành phố lý tưởng. Ông nghi ngờ về việc liệu rằng họ sẽ sống một cuộc sống thoải mái với ít hoặc không có tài sản riêng. Do đó, Adeimantos thường được liên tưởng tới sự tham lam hoặc tình yêu dành cho tiền bạc trong cách diễn giải của tác phẩm đối thoại. Nhìn chung, Adeimantos được hiểu là người thận trọng hơn, điềm đạm hơn, và ít sáng tạo hơn người em trai Glaucon, một người đối thoại chính khác của Socrates trong chín tập cuối cùng của tác phẩm Nền Cộng Hòa.